# Vahap Özbayer
Vahap Özbayer (* 20. August 1943 in Ankara) ist ein ehemaliger türkischer Fußballspieler und -trainer. Er spielte fünf Jahre für Eskişehirspor und war in dieser Zeit an einigen der wichtigsten Erfolgen der Vereinshistorie beteiligt. So gehörte er jener als legendär bezeichneten Mannschaft des Vereins an, die als erste anatolische Mannschaft die Hegemonie der drei großen Istanbuler Vereine Beşiktaş, Fenerbahçe und Galatasaray durchbrechen konnte und in den 1960er und 1970er Jahren u. a. drei Mal türkischer Vizemeister und Pokalsieger wurde.

## Spielerkarriere

### Verein
Özbayer begann mit dem Fußballspielen als Straßenfußballer. Anschließend spielte er in der Schulmannschaft und begann mit dem Vereinsfußball bei Ankara Güneşspor. Im Sommer 1963 stieg er mit seinem Verein in die 2. Futbol Ligi, die zweithöchste türkische Spielklasse, auf. In dieser Liga spielte er eine Saison lang für Güneşspor und wurde zur nächsten Saison vom Erstligisten Ankara Şekerspor verpflichtet. Bei diesem Verein etablierte er sich innerhalb der ersten Saison als Stammspieler. In vier Spielzeiten etablierte er sich bei Şekerspor zu einem der wichtigsten Leistungsträger und gemeinsam mit Muharrem Domaniçdağ mit 19 Toren zum erfolgreichsten Erstligatorschützen der Vereinsgeschichte. Besonders durch seine Leistungen in der Saison 1967/68 machte er mehrere Vereine auf sich aufmerksam.
Obwohl Özbayer zu den gefragtesten Spielern der Sommertransferperiode 1968 gehörte, wechselte er nicht zu einem Istanbuler Verein, sondern wurde vom Ligarivalen Eskişehirspor gegen eine Ablösesumme von 100.000 Lira verpflichtet. Hier eroberte er sich auf Anhieb einen Stammplatz. Die Saison 1968/69 half er dem Verein dabei, mit der türkische Vizemeisterschaft, den größten Erfolg der Vereinsgeschichte zu erreichen. Bis zu dieser Saison entschieden die drei großen Istanbuler Vereine Beşiktaş, Fenerbahçe und Galatasaray die türkische Meisterschaft bzw. die Vizemeisterschaft unter sich. Dieser Erfolg war bis dato der größte einer anatolischen Mannschaft im türkischen Fußball. Nach dieser Meisterschaft etablierte sich das Team als feste Größe im türkischen Fußball und erreichte in den nächsten sechs Spielzeiten zwei weitere Male die türkische Vizemeisterschaft, ein Mal den 3. Tabellenplatz und ein Mal den 4. Tabellenplatz. Zudem wurde in dieser Zeit einmal der Türkische Pokal (1970/71) geholt, ein weiteres Mal das Pokalfinale (1969/70) erreicht und 1971 der Präsidenten-Pokal und 1972 zum zweiten Mal in der Vereinsgeschichte der Premierminister-Pokal geholt. Özbayer gehörte bis zum Sommer 1973 dem Kader von Eskişehirspor an und blieb bis zu seiner letzten Saison Stammspieler und war in der letzten Saison Ergänzungsspieler.
Im Sommer 1973 wurde er von Eskişehirspor auf die Verkaufsliste gesetzt. So wechselte er für die neue Saison gegen eine Ablösesumme von 137,500 Lira zum Zweitligisten Denizlispor.

### Nationalmannschaft
Özbayer wurde 1971 im Rahmen eines Testspiels gegen die polnische Nationalmannschaft vom Nationaltrainer Cihat Arman zum ersten Mal und für das Aufgebot der türkischen Nationalmannschaft nominiert und gab in dieser Partie sein A-Länderspieldebüt.
Insgesamt absolvierte er zwei A-Länderspiele für die Türkei.

## Trainerkarriere
Die Anfänge von Özbayers Trainerkarriere sind nicht näher dokumentiert. Als erste belegte Quelle trainierte er in der Saison 1987/88 den Drittligisten Bozüyükspor. 1994 betreute er für drei Monate Eskişehir Demirspor und in den Jahren 1995–1996 arbeitete er bei Eskişehirspor als Jugendtrainer.

## Erfolge
Mit Eskişehirspor
- Türkischer Vizemeister: 1968/69, 1969/70, 1971/72
- Tabellendritter der Süper Lig: 1972/73
- Tabellenvierter der Süper Lig: 1970/71
- Türkischer Pokalsieger: 1970/71
- Türkischer Pokalfinalist: 1969/70
- Präsidenten-Pokalsieger: 1970/71
- Premierminister-Pokalsieger: 1971/72